# 城地豊司
城地 豊司（しろち とよじ、1927年〈昭和2年〉7月30日 - 1989年〈平成元年〉11月9日）は、日本の政治家である。衆議院議員（3期）。位階は従四位勲三等。

## 略歴
東京市（現・東京都墨田区）に生まれる。1942年（昭和17年）3月、日立市立駒王尋常高等小学校を卒業。同年の4月、日立工業専修学校に入学。
1946年（昭和21年）、日立工業専修学校を卒業。その後は、日立製作所日立工場に勤務。1953年（昭和28年）、日立工場支部労働組合執行委員となる。1976年（昭和51年）9月、中立労働組合連絡会議副議長となる。
1980年（昭和55年）、第36回衆議院議員総選挙茨城2区で初当選。
1983年（昭和58年）、第37回衆議院議員総選挙に当選。同年9月、衆議院物価問題等に関する特別委員会理事を務める。
1986年（昭和61年）、第38回衆議院議員総選挙に当選。
2年後の1988年（昭和63年）、日本社会党市民局長に就任。
1989年（平成元年）7月下旬に体調を崩して入院。同年8月に手術を受け療養につとめていたが、同年11月9日、膵臓がんのため都内病院で死去した。62歳没。同月14日、特旨を以て位記を追賜され、死没日付をもって従四位に叙され、勲三等旭日中綬章を追贈された。同月19日、日立製作所日立体育館において合同葬が執り行われる。同月30日の衆議院本会議で、梶山静六により追悼演説が行われた。
1990年（平成2年）、第39回衆議院議員総選挙で日立労組後継候補となった大畠章宏が当選し地盤を継承した。

## 著書
- 『新たな出発にむかって』（しろち豊司後援会、1986年）